# Coulombov zakon
Coulombov zakon [kulȏnov] je jedan od osnovnih zakona elektrostatike koji je 1785. utvrdio Charles-Augustin de Coulomb:
{\displaystyle F={\frac {1}{4\cdot \pi \cdot \varepsilon _{0}}}\cdot {\frac {q_{1}\cdot q_{2}}{r^{2}}}}
gdje je: ε0 - dielektrična permitivnost vakuuma. Sila je najjača u vakuumu, a slabija u svim drugim sredstvima:
{\displaystyle F={\frac {1}{4\cdot \pi \cdot \varepsilon }}\cdot {\frac {q_{1}\cdot q_{2}}{r^{2}}}={\frac {1}{\varepsilon _{r}}}\cdot {\frac {1}{4\cdot \pi \cdot \varepsilon _{0}}}\cdot {\frac {q_{1}\cdot q_{2}}{r^{2}}}}
gdje je: εr - relativna dielektrična permitivnost nekog sredstva ili tvari, ε - dielektrična permitivnost (ili samo permitivnosti) tvari.

## Objašnjenje
Djelovanje elektrostatičke sile opisano je u Coulombovom zakonu, premda je ovisnost elektrostatičke sile o kvadratu udaljenosti bila ustanovljena i ranije, no nije objavljena. U svojim pokusima Coulomb je koristio takozvano torziono njihalo, preteču torzione vage, napravu koja je mogla detektirati i usporediti vrlo male sile. Coulombov zakon u skalarnom obliku govori:
što se može izraziti na sljedeći način:
{\displaystyle F\sim {\frac {{q_{1}}\cdot {q_{2}}}{r^{2}}}.\,}
gdje su q1 i q2 dva točkasta električna naboja.
Kako bi povezao sustav mehaničkih sila, već dobro poznat u to vrijeme, sa sustavom elektrostatičkih sila, Coulomb je uveo konstantu proporcionalnosti (kasnije nazivanu i "Coulombova " konstanata) gdje možemo zapisati da je:
{\displaystyle F=k_{\mathrm {e} }\cdot {\frac {q_{1}\cdot q_{2}}{r^{2}}}}
gdje je kasnije Coulombova konstanta povezana s drugim fizikalnim konstantama i iznosi:
{\displaystyle k_{\mathrm {e} }={\frac {1}{4\cdot \pi \cdot \varepsilon _{0}}}={\frac {\mu _{0}\ \cdot {c_{0}}^{2}}{4\cdot \pi }}=8,987\ 551\ 787\ 368\ 176\ 4\times 10^{9}\ \mathrm {N\cdot m^{2}\cdot C^{-2}} ,}
gdje je ε0 - dielektrična permitivnost vakuuma, μ0 - permeabilnost vakuuma, a c0 - brzina svjetlosti u vakuumu.

## Elektrostatička sila kao vektor
Elektrostatičku silu ne možemo opisati samo veličinom jer ona u prostoru ima i svoj smjer te Coulombov zakon možemo izraziti i u vektorskom obliku:
{\displaystyle \mathbf {F} (\mathbf {r} )={\frac {1}{4\cdot \pi \cdot \epsilon _{0}}}\cdot {\frac {q}{r^{2}}}\cdot {\frac {\mathbf {r} }{r}}}
gdje je: {\displaystyle \mathbf {r} } - vektorom izražena udaljenost između dva naboja. Ovo je ustvari skalarna definicija Coulombovog zakona kojoj je dodan smjer po pravcu na kojem leže točkasti naboji. Ako su naboji različitog predznaka, tada vektor pokazuje u smjeru jednog naboja prema drugome, a ako su istog predznaka pokazuje u suprotnom smjeru.Razmatramo li elektrostatičke sile u nekom dielektričkom materijalu, a ne vakuumu, valja uzeti u obzir i relativnu dielektričku konstantu tvari u kojoj se nalaze naboji.
Coulombov zakon vrijedi za električne naboje u mirovanju. Ako se električni naboji gibaju, valja uzeti u obzir i međusobni utjecaj magnetskih polja što proističe iz Maxwellovih jednadžbi.